# Bratskreservoiret
Bratskreservoiret (russisk: Братское водохранилище, tr. Bratskoje vodokhranilisjtje) er et vandkraftreservoir på Angarafloden nordvest for Bajkalsøen mellem Bratsk og Tsjeremkhovo i Irkutsk oblast, Rusland. Det er opkaldt efter byen Bratsk, den største by ved reservoiret. Reservoiret har et areal på 5.470 km², næsten dobbelt så stort som Fyn (3.099,7 km²), og et maksimalt volumen på 169,27 km³.

## Reservoiret
Fyldningen af Bratskreservoiret påbegyndtes i 1961, og værket blev sat idrift i 1967. Dæmningen er 125 meter høj og 4.417 meter lang. Bajkal–Amur jernbanen løber langs toppen af dæmningen. På tidspunktet for dets indvielse var reservoiret den største kunstige sø i verden. Den installerede elkapacitet er 4.500 MW, og den årlige produktion er 22,6 TWh, på tidspunktet for det indvielse havde vandkraftværket den største installerede kapacitet i verden.
Bratskreservoiret anvendes til vandtransport, tømmerflådning, fiskeri, industriel- og drikkevandsforsyning. Som en følge af oprettelsen af Bratskreservoiret har det været muligt at øge skibsfarten på mange af bifloderne. På bredden af den Bratskreservoiret ligger byerne Bratsk, Svirsk, Usolje-Sibirskoje.

## I litteraturen
Den enorme konstruktion af Bratskdæmningen er behandlet i et digt, Bratskaja GES (russisk: Братская ГЭС) af Jevgenij Jevtusjenko.
I 1976 blev indvirkningen af reservoirkonstruktionen på landsbyboernes liv opstrømsbeskrevet i Valentin Rasputins roman Farvel til Matjoroj, (russisk: Прощание с Матёрой).

## Billeder
- Bratsk vandkraftværk 2009
- Bratskreservoiret juli 2007
- Konstruktion af dæmningen 1959
- Konstruktion af dæmningen 1960